# Heimatmuseum Kirchen

Logo Heimatmuseum Kirchen / Sieg

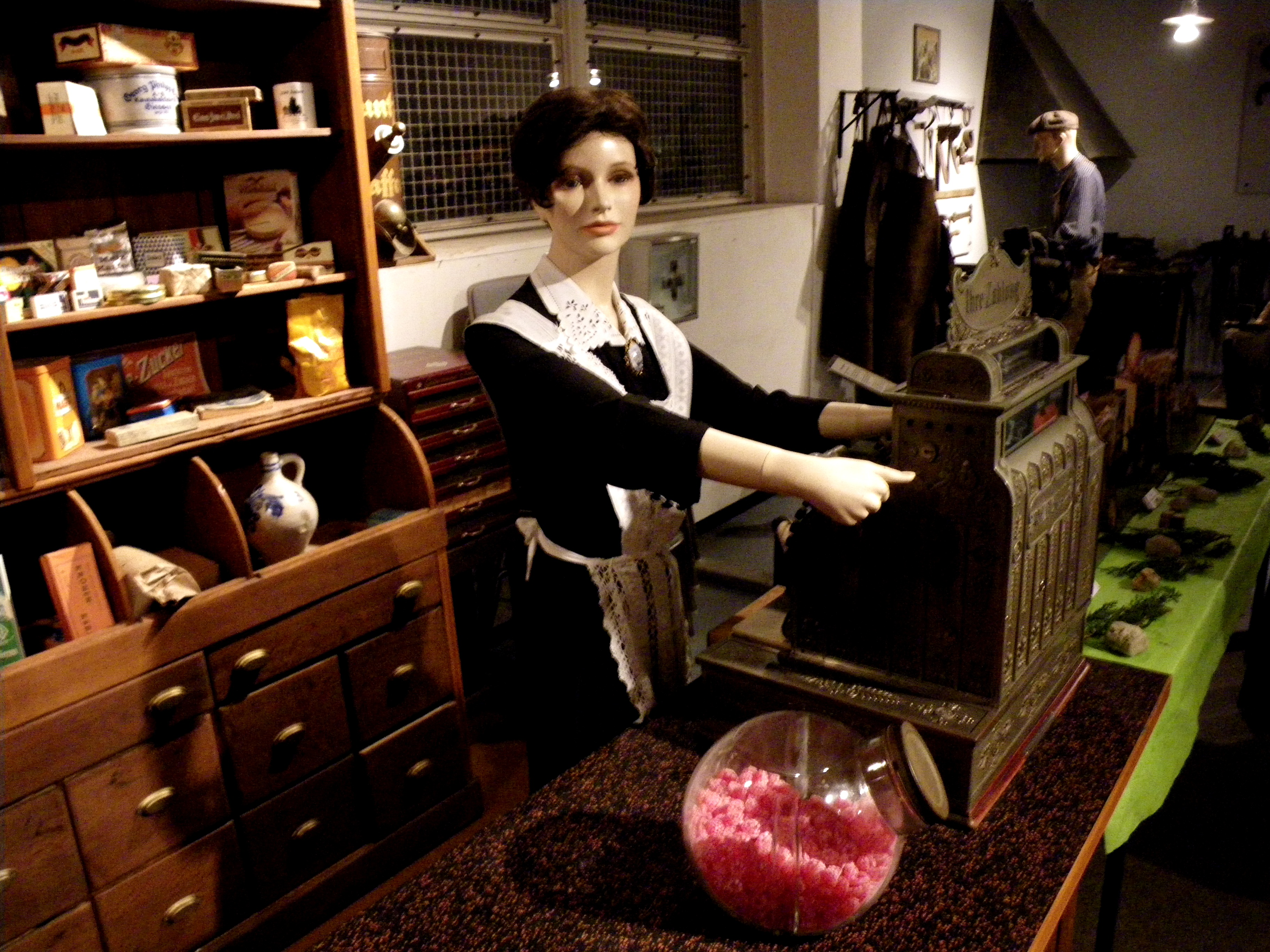
Alter Kaufmannsladen und im Hintergrund ein Schmied

Das Heimatmuseum in Kirchen (Sieg) ist ein Museum des Kirchener Heimatvereins e.V.

## Geschichte
Das eigentliche Gebäude wurde im Jahre 1910 erbaut. Anfangs war das Heimatmuseum (als Heimatstube) im Ortsbezirk Wehbach untergebracht. 1993 fand der Umzug ins alte Feuerwehrhaus in der Wiesenstraße in Kirchen statt. In den Jahren 2002 und 2003 wurden erhebliche Umbauarbeiten durchgeführt.

### Ausstellungen
Neben der Geschichte der einzelnen Ortsteile der Gemeinde Kirchen erarbeiteten die Mitglieder des Kirchener Heimatvereins die Gestaltung des Museums für die Stadt Kirchen mit dem Schwerpunkt Industriegeschichte.
- Dabei steht die Geschichte der beiden bedeutendsten Werke, der Lokomotivfabrik Arnold Jung im Kirchener Jungenthal (im Freigelände steht eine Feldbahn-Lok mit Kipploren) sowie der Friedrichshütte in Wehbach (Stahl- und Walzwerk), im Mittelpunkt.
- Zu sehen sind auch Werkstatteinrichtungen und zahlreiche einzelne Geräte und Werkzeuge für die Land- und Forstwirtschaft.
- Neu im Jahr 2010 ist eine Datenbank, die von Klaus Pruß erstellt wurde, mit ca. 10.000 Bildern.